# Can Llinars (Sant Pere de Vilamajor)
Can Llinars (o Llinàs) és una masia de Sant Pere de Vilamajor (Vallès Oriental) catalogada com a Bé Cultural d'Interès Local.

## Descripció
Edifici de planta quadrangular, de mesures considerables, amb planta baixa i dos pisos. La teulada és a quatre vents. El barri és prou gran. A un dels angles de la façana hi ha una construcció defensiva, i al lateral oposat, a l'altura del primer pis, hi ha una terrassa sostinguda per unes arcades que formen una galeria. A la façana hi ha un pedrís i un rellotge de sol. La porta és dovellada.

## Història
La primera referència documental és de l'any 1262, tot i que l'edifici actual és del segle xviii.
El 1797, la pubilla Eulàlia de Llinàs i de Ponsich (1773-1808), filla de Rafael de Llinàs i de Magarola i de Teresa de Ponsich i d'Alòs, es va casar amb Benet de Sagarra i Mercante (1772-1854), i els seus descendents va fer servir la masia com a torre de estiueig.
L'any 1885, Ferran de Sagarra i de Siscar (1853-1939) hi va instal·lar una indústria lletera, que s'elaboraven formatge, crema de llet, llet condensada, mantega, etc. Ocupava la planta baixa de la masia i diversos annexos, mentre que la família residia a les habitacions de la planta noble.
El seu fill Josep Maria de Sagarra i de Castellarnau (1894-1961) hi va escriure el poema El mal caçador durant l'estiu i la tardor de l'any 1915.